# Marie Geistinger

Marie Geistinger als Galathée in der Operette Die schöne Galathée von Franz von Suppè

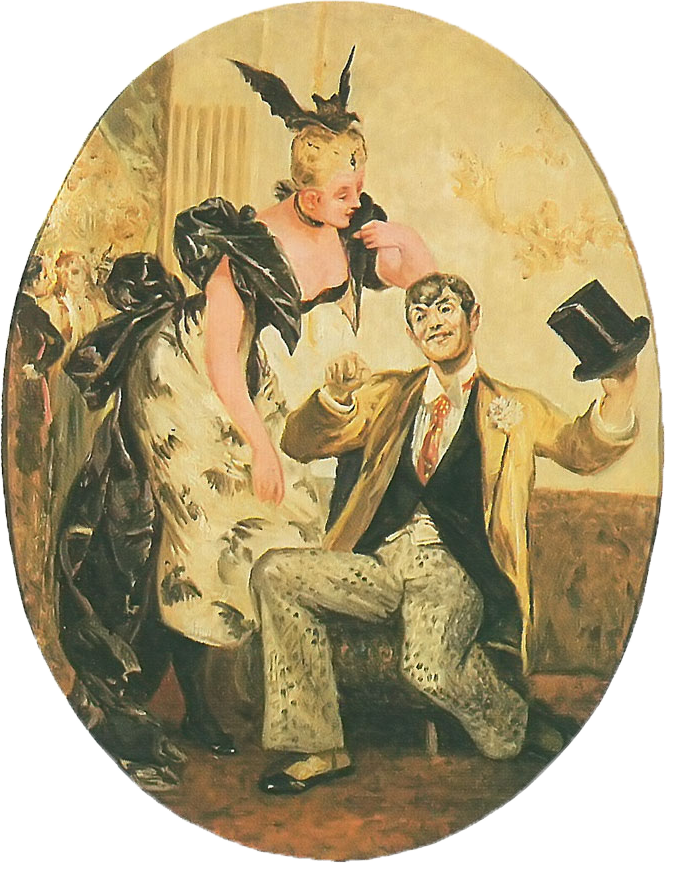
Marie Geistinger und Alexander Girardi, 1894

Marie Charlotte Cäcilie Geistinger (* 26. Juli 1836 in Graz; † 29. September 1903 in Klagenfurt) war eine österreichische Schauspielerin und Opernsängerin (Sopran). Sie galt als „die Königin der Operette“.

## Leben
Marie Charlotte Cäcilie Geistinger war die Tochter pensionierter russischer Hofschauspieler: Vater Nikolaus Geistinger war ehemaliger Sänger am königlichen Deutschen Theater in St. Petersburg, Mutter Charlotte Geistinger (geb. Schreinzer-Gaßmann) eine gute Tragikerin. Am 28. Juli 1836 wurde Marie Geistinger in der Diözese Seckau getauft.
1844, erst acht Jahre alt, debütierte sie in verschiedenen Kinderrollen in Graz. 1850 war ihr Debüt als Bäschen in einem Possenspiel Das war ich! im Schwaiger-Theater in München. 1852 wurde Marie Geistinger an das Theater in der Josefstadt (Wien) berufen. Sie debütierte am 16. Juni 1852 in der zugehörigen Spielstätte Arena Hernals.
Einige sehr erfolgreiche Jahre in Berlin, Hamburg und Riga folgten. 1865 holte sie Friedrich Strampfer an das Theater an der Wien, das sie von 1869 bis 1875 gemeinsam mit Maximilian Steiner leitete. Marie Geistinger genoss ungewöhnliche Anerkennung als Operettensängerin. Vor allem in Operetten von Jacques Offenbach und Johann Strauss (Sohn), aber auch von Karl Millöcker und Franz von Suppè, war sie oft zu hören. Als sie als Die schöne Helena in Wien auftrat, erregte sie durch ein von der Hüfte abwärts gespaltenes Kleid die Gemüter der Stadt. In einigen Uraufführungen von Strauss-Operetten, so in Indigo – Strauss’ erster Operette von 1871 – sowie Die Fledermaus (1874), sang sie in Hauptrollen (Indigo: Fantasca, Fledermaus: Rosalinde).
1877 nahm die Geistinger ein dreijähriges Engagement in Leipzig an. In diesem Jahr entstand auch die sog. Geistinger-Sonate, die ihr die englische Komponistin Ethel Smyth, die damals in Leipzig u. a. bei Heinrich von Herzogenberg studierte, aufgrund großer Verliebtheit gewidmet hatte. In den Jahren 1880 bis 1884 unternahm Marie Geistinger sieben sehr erfolgreiche Tourneen durch die USA, die vor allem auf das Engagement des aus Prag stammenden Theaterunternehmers Gustav Amberg (1844–1921), von 1882 bis 1888 Direktor des Thalia Theatres in New York City, zurückgingen. Während ihrer dreieinhalb Jahre in Amerika spielte sie insgesamt 826 Mal in 26 Städten in 44 verschiedenen Rollen.
Zurück in Europa gastierte die Künstlerin wieder ausschließlich als Soubrette in zahlreichen deutschen Städten. Mitte der 1880er Jahre trat sie unter Carl von Tartatzy am Carltheater (Wien) ihr letztes festes Engagement an, das bis 1889 währte. Wegen eines Augenleidens von der Bühne zurückgezogen, lebte sie auf ihrem Besitz Schloss Rastenfeld in Kärnten, das sie 1893 an Carl Auer verkaufte.
Nach Besserung ihres Leidens kehrte sie an die Bühne zurück, trat im März 1898 im Carltheater auf, sang in Venedig in Wien, ging nach Berlin als Sensationsnummer des Wintergartens. Da sich ihre früheren Erfolge nicht mehr wiederholen ließen, zog sie sich in ihre am Lendkanal gelegene Villa in Klagenfurt, Schiffgasse 13 (heute: Tarviser Straße 26), zurück, wo sie, nach drei Jahren, am 29. September 1903 im 68. Lebensjahr an einem Herzleiden starb.
Geistinger war Anfang Mai 1877 in Brünn mit dem Schauspieler August Müller-Kormann eine – nur kurz bestehende – Ehe eingegangen.

## Ehrungen

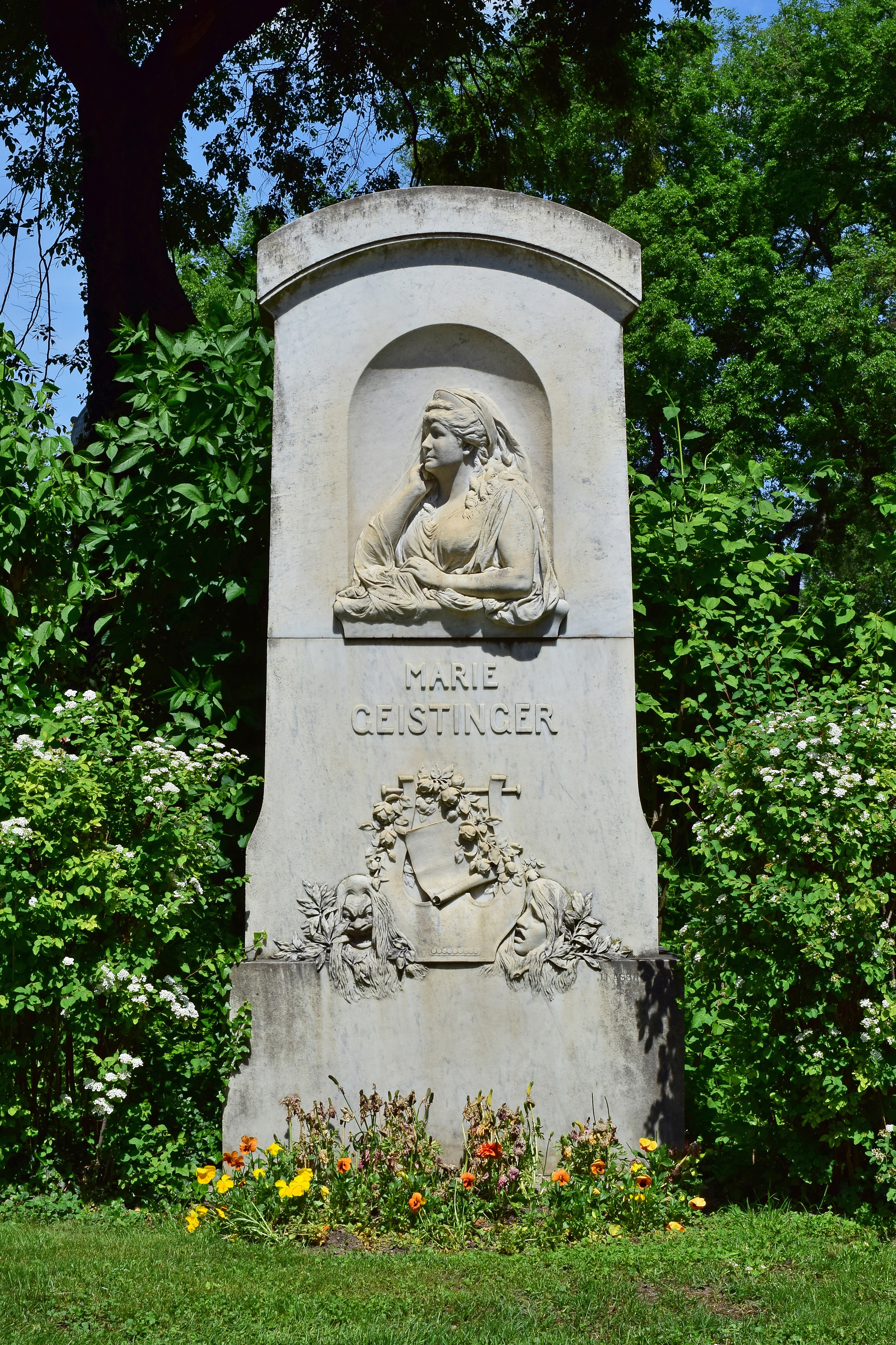
Grab von Marie Geistinger am Wiener Zentralfriedhof

- Beisetzung auf dem Wiener Zentralfriedhof in einem Ehrengrab  (Gruppe 32 A, Nummer 18). Das Grabdenkmal schuf 1907 Josef Valentin Kassin (1856–1931).[10]

- 1928: Benennung der Geistingergasse in Wien-Döbling (19. Wiener Gemeindebezirk).[11]

- 2007: Enthüllung einer Gedenktafel am Theater an der Wien (Millöckergasse 1).[12]